# La Chapelle-Craonnaise
 La Chapelle-Craonnaise  es una población y comuna francesa, en la región de Países del Loira, departamento de Mayenne, en el distrito de Château-Gontier y cantón de Cossé-le-Vivien.

## Demografía
| 362 | 307 | 299 | 270 | 280 | 266 |
| Para los censos de 1962 a 1999 la población legal corresponde a la población sin duplicidades (Fuente: INSEE [Consultar]) |     |     |     |     |     |